# نوده (نکا)
نوده، روستایی از توابع بخش هزارجریب شهرستان نکا در استان مازندران در ایران است.

## جمعیت
این روستا در دهستان زارم‌رود قرار دارد و براساس سرشماری مرکز آمار ایران در سال ۱۳۸۵، جمعیت آن ۶۶ نفر (۲۰خانوار) بوده است.